# Le figlie di Dracula
Le figlie di Dracula (Twins of Evil) è un film del 1971 diretto da John Hough.
Si tratta del terzo ed ultimo capitolo della Trilogia dei Karnstein. Gli altri due episodi sono Vampiri amanti (1970) e Mircalla, l'amante immortale (1971).

## Trama
Le gemelle orfane Maria e Frieda vanno a vivere in un remoto villaggio ai margini della foresta, presso lo zio Gustav Veil, inflessibile difensore della fede e capo di un gruppo di persone dedito alla ricerca di streghe, vampiri e altri esseri satanici. Sfortuna vuole che il conte Karnstein sia divenuto un vampiro e abbia deciso di fare sue prede le nipoti del servitore della cristianità. Una cede volentieri al fascino del peccato, poco a suo agio nel regime di stretta osservanza impostole, l'altra conserva la virtù. Anton Hoffer cercherà di salvare quest'ultima dalle grinfie del vampiro.

## Curiosità
Terzo e ultimo film della cosiddetta Trilogia dei Karnstein, vagamente (nel caso degli ultimi due) ispirata a Carmilla di Le Fanu. Da qualcuno considerato come prequel dei primi due realizzati.
Peter Cushing è ottimo e sfaccettato nel ruolo di un sincero e ottuso bigottone. Impagabile l'espressione di sconcerto, quando deve farsi spiegare da David Warbeck come si eliminano efficacemente i vampiri. Le gemelle Collinson, protagoniste nel 1969 di un'incredibile sequenza erotica in Diario intimo di un garzone di macelleria, oltre che di un memorabile servizio su Playboy, sono qui più sorvegliate, comunque affascinanti, nel ruolo della sorella buona e di quella cattiva vampirizzata. Film diretto con capacità e gusto da Hough, capace di trovare una chiave di realismo gotico adatta alla storia, che unisce il vampirismo alle suggestioni da caccia alle streghe, allora di moda. [Rudy Salvagnini]